# Hasnaoua
Pour l’article homonyme, voir Hasnaoua (homonymie).
Ne doit pas être confondu avec Hesnaoua.
Hasnaoua (appelée Vanisnesi dans l'Antiquité) est une commune de la wilaya de Bordj-Bou-Arreridj en Algérie.

## Géographie
La commune de Hasnaoua est situé entre la grande région des Hauts Plateaux centraux d'Algérie et la région de Kabylie, ainsi les reliefs qui la constitue sont diversifiés (oueds, djebels, champs ..etc).

### Localisation
La commune de Hasnaoua est délimitée :
- au sud-est et à l'est, par la commune d'Sidi Embarek ;
- au nord-est, la commune Bordj Zemoura ;
- au nord, par la commune d'Ouled Dahmane ;
- au nord-ouest, les communes Djaâfra, Colla et Medjana ;
- à l'ouest, par la commune de Medjana ;
- au sud, par le chef-lieu de la wilaya Bordj Bou Arreridj.

| Djaâfra, Colla et Medjana | Ouled Dahmane      | Bordj Zemoura |
| Medjana                   | Hasnaoua           | Sidi Embarek  |
|                           | Bordj Bou Arreridj | Sidi Embarek  |

### Village de la commune
La commune de Hasnaoua, est composée de plusieurs villages, parmi eux : Bouchref, Cherchar, Ouled Mehdi, Firène, Cherarda, Derardja, Ouled M'Hemel, Lefkairia, Draouza, ouled mahdi etc.

### Climat
Le climat est de type méditerranéen, froid en hiver, alors qu'il est très chaud en été. La pluviométrie est assez pauvre en hiver et presque absente en été. 

### Faune et flore

#### Flore
La végétation est assez spécifique à la région, ainsi les arbres du cèdre, sapins, cyprès...etc sont présents. L'alfa, et le genêt blanc (Retam blanc) est aussi importante.

#### Faune
Les animaux tels que le hérisson, le perdrix, le corbeau, le chacal, le renard, le scorpion... sont assez présent.